# 杨思禄
杨思禄（1917年10月—2020年11月18日），曾用名张友、方力，男，江西雩都人，中华人民共和国军事人物，中国人民解放军少将，第四、五届全国人大代表。